# Мирне (Берестинський район)
Ми́рне — село в Україні, у Берестинському районі Харківської області. Населення становить 275 осіб.

## Географія
Село Мирне знаходиться за 2 км від автомобільної дороги Р51 на кордоні з Полтавською областю.

## Історія
- 1921 — дата заснування.

Колишній орган місцевого самоврядування — Хрестищенська сільська рада.
19 вересня 2024 року Верховна Рада України підтримала перейменування села Першотравневе на Мирне. 26 вересня 2024 року перейменування набуло чинності.

### Ядерний вибух в околиці села
За для загасіння неконтрольовваного витоку газу з 35-ї свердловини, у якості експерименту, в околицях Першотравневого 9 липня 1972 року о 10:00 було здійснено перший на території України підземний ядерний вибух (кодова назва таємної операції «Факел»).
Збереглися свідчення очевидців тієї події.

## Населення
Згідно з переписом УРСР 1989 року чисельність наявного населення села становила 285 осіб, з яких 127 чоловіків та 158 жінок.
За переписом населення України 2001 року в селі мешкали 272 особи.

### Мова
Розподіл населення за рідною мовою за даними перепису 2001 року:
| Мова       | Відсоток |
| ---------- | -------- |
| українська | 97,09 %  |
| російська  | 2,91 %   |

## У мистецтві
Долю парубка із Першотравневого та події літа 1972 зображені в оповіданні «Гены Гены. 1952—1974» (Входить до антології «ДНК». Харків: КСД, 2016, у співавторстві) українського співака та письменника Олександра Сидоренко (Фоззі).